# Agathodémon
Agathodémon est une divinité de l'Égypte antique et daimôn de la mythologie grecque, dont le nom signifiait en grec ἀγαθὸς δαίμων (« le bon génie »), épithète d'un dieu souvent invoqué lors des banquets.
Dans sa forme grecque originale, il servait de dieu domestique à qui, avec Zeus Sôter, des libations étaient faites après un repas. Dans l'Antiquité (post)ptolémaïque ultérieure, il assuma deux rôles partiellement distincts ; l'un comme Agathos Daimon, un dieu civique serpentin éminent qui servait de protecteur spécial d'Alexandrie. L'autre en tant que genre de dieux domestiques serpentins, les Agathoi Daimones, protecteurs individuels des maisons dans lesquelles ils étaient vénérés.

## Origines

### Période classique grecque
Bien qu'il soit mentionné dans la mythologie grecque (Pausanias supposait que ce nom était simplement une épithète de Zeus), il était d'usage de boire ou de verser quelques gouttes de vin pour honorer Agathos Daimon après un repas,. Dans La Paix d'Aristophane, alors que Polémos (daimôn de la guerre) a enfermé Eiréné (Εἰρήνη, déesse de la Paix) dans un gouffre profond, Hermès vient porter secours : 

« Maintenant, ô Grecs ! est le moment où, libérés des querelles et des combats, nous devons sauver la douce Eiréné et la tirer hors de cette fosse… C'est le moment de vider une coupe en l'honneur des Agathos Daimon. »

Un temple qui leur était dédié était situé sur la route de Mégalopolis à Maenalus en Arcadie.
Agathos Daimon était l'époux ou le compagnon de Tyché Agathe (Τύχη Ἀγαθή, « Bonne Fortune »). « Tyché que nous connaissons à Lebadeia comme l'épouse d'Agathos Daimon, le Bon ou le Riche Esprit »,. Leur présence numineuse pourrait être représentée dans l'art comme un serpent ou plus concrètement comme un jeune homme portant une corne d'abondance et un bol dans une main, et un coquelicot et un épi dans l'autre.

### Antiquité égyptienne tardive
En Égypte, sa plus ancienne mention se situe dans un texte démotique du IIe siècle avant notre ère. Reconnu à l'époque gréco-romaine, Alexandre le Grand lui aurait fait construire un temple à Alexandrie.
Dans l'atmosphère syncrétique de l'antiquité tardive, les agathodaemons pourraient être liés aux dieux égyptiens porteurs de sécurité et de bonne fortune : une pierre précieuse sculptée d'emblèmes magiques porte les images de Sérapis avec le crocodile, le lion-soleil et la momie d'Osiris entourée du serpent à tête de lion Chnum–Agathodaemon–Aion, avec Harpocrate au revers.

## Rôle et fonction

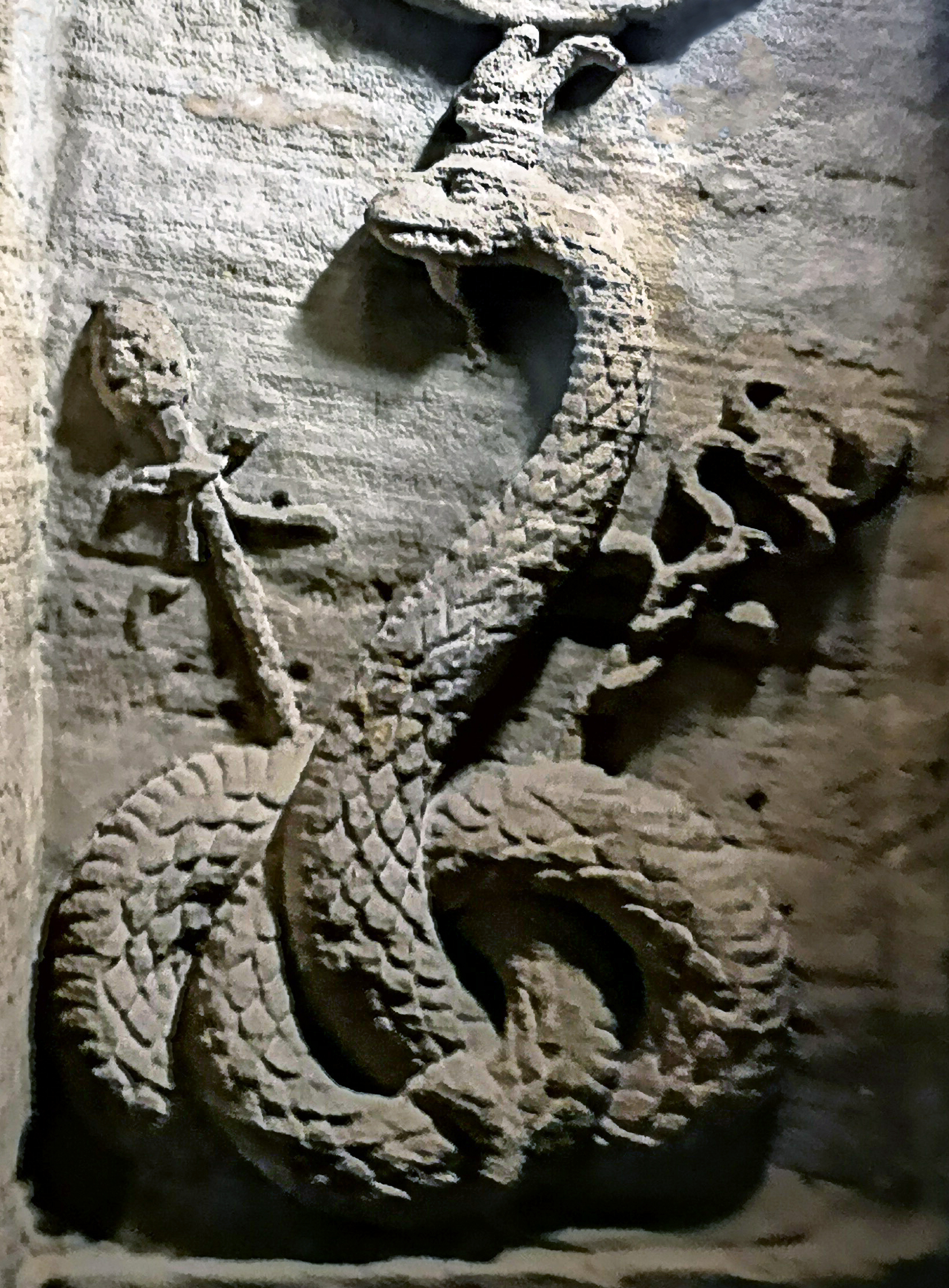
Agathos Daimon portant un pschent, la double couronne d'Égypte, et tenant un thyrse (à gauche) et un caducée (à droite), Catacombes de Kom El Shoqafa, Alexandrie, Égypte

Agathodémon avait l'apparence d'un serpent et détenait une fonction de protection du foyer, de la famille, ce qui faisait de lui une divinité de premier plan.
En tant qu'esprit compagnon personnel, il s'apparente au génie romain, garantissant chance, santé et sagesse. La croyance en est venu à être que chaque personne naissait avec deux tuteurs personnels invisibles, les Agathodémons et leurs opposés, les Cacodémons. Les Agathodémons étaient les bons esprits, protecteurs du bonheur, les  Cacodémons étant leurs homologues négatifs. Dans le christianisme, il serait assimilé à une sorte d'ange gardien.
Il était assimilé à d'autres divinités égyptiennes tel que Sarapis, Khnoum, Chaï ou encore Shou.
Dans la tradition de l'hermétisme, Hermès Trismégiste retranscrivit et déposa dans un temple, à l'usage de son fils Tat, les enseignements antédiluviens de son grand-père, Thot. Ces écrits avaient été gravés sur des tables par son père Agathodémon.

## Culte
Dans la mythologie grecque, Agathodémon est aussi le « bon ou noble esprit » des champs de céréales et des vignes. C'était la coutume des anciens Grecs de boire une coupe de vin pur (non mélangé) dédiée à Dionysos et nommée Agathodémon à la fin de chaque repas, coupe qui était partagée entre les convives (Aristophane, Equites, 106).
Agathodémon (ou les Agathoi Daimones) avait au moins deux temples qui lui ou leur était dédié. Le premier était situé sur la route de Mégalopolis à Maenalus en Arcadie, Grèce. Le second se trouvait à Alexandrie où Alexandre le Grand lui aurait fait construire un temple, faisant de lieu la figure tutélaire de la cité. En effet, Dans le Roman d'Alexandre, il est rapporté que les ouvriers furent effrayés par un serpent lors de la construction d’Alexandrie. Alexandre ordonna de tuer le serpent et de construire un sanctuaire sur le site. Une fois le sanctuaire achevé, de nombreux serpents seraient apparus et se seraient glissés dans les maisons de l’enceinte du temple. Ces serpents auraient été vénérés comme des daimones Agathoi.